# Tetbury
Tetbury è un paese di 5 250 abitanti del Gloucestershire, in Inghilterra.